# Карбонилоксид
Карбонилоксид, называемый также интермедиат Криге — класс химических соединений с функциональной группой >C=OO. Имеет сложное электронное строение, промежуточное между цвиттер-ионом и бирадикалом. В результате чего чрезвычайно активен и быстро вступает в реакции.
Образуется в реакциях озонирования органических соединений с кратными связями, например алкены. Схема реакции:
Первой стадией реакции является присоединение озона по двойной связи с образованием первичного озонида (1,2,3-триоксолана), который, ввиду своей нестабильности, довольно быстро распадается на карбонильное соединение и карбонилоксид.
Так как реакция чрезвычайно экзотермична, то избыток энергии уходит на электронноколебательное возбуждение образующихся молекул. В растворе этот избыток быстро рассеивается молекулами растворителя, а карбонильное соединение и карбонилоксид взаимодействуют друг с другом, образуя вторичный озонид (1,2,4-триоксолан).
В газовой же фазе карбонилоксид либо разлагается мономолекулярно, либо теряет энергию в столкновениях с другими молекулами. После стабилизации он также может реагировать с другими веществами, например в атмосфере чаще всего с водой, образуя гидроксипероксиды: